# Solna distrikt
Solna distrikt är ett distrikt i Solna kommun och Stockholms län. 

## Tidigare administrativ tillhörighet
Distriktet inrättades 2016 och utgörs av en del av området som Solna stad omfattade till 1971, som före 1943 utgjorts av Solna landskommun.
Området motsvarar den omfattning Solna församling hade 1999/2000 och fick 1963 efter utbrytning av Råsunda församling.